# گه هنرمند

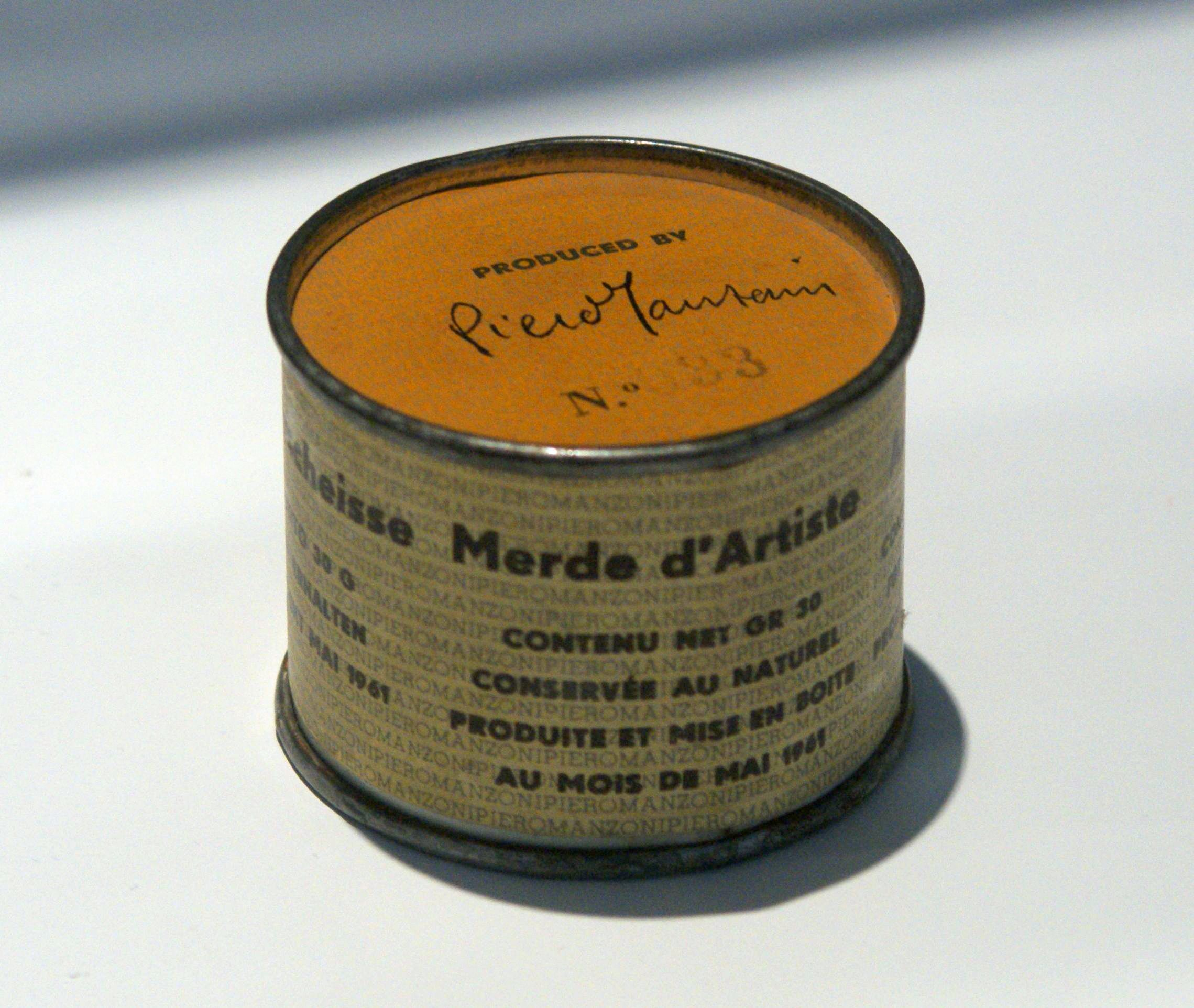
گُهِ هنرمند

گُهِ هنرمند (به ایتالیایی: Merda d'artista) یک اثر هنری محصول ۱۹۶۱ هنرمند ایتالیایی، پیرو مانزونی است. این اثر شامل ۹۰ قوطی کنسرو حلبی پر شده با مدفوع حاوی ۳۰ گرم مدفوع به ابعاد ۴/۸ در ۶/۵ سانتیمتر و با برچسبی به زبان‌های فرانسوی، انگلیسی، ایتالیایی و آلمانی است که این عبارات بر آن نقش بسته است:
- گُه هنرمند
- حاوی ۳۰ گرم خالص
- به صورت تازه کنسروشده
- تولید و بسته‌بندی
- در ماه مهٔ ۱۹۶۱

## ارزش
در سال ۱۹۶۱ این قوطی‌ها معادل هم‌وزن خود طلا ارزش‌گذاری شد (۳۷ دلارِ سال ۱۹۶۱). در ۲۳ مهٔ سال ۲۰۰۷ یک قوطی به مبلغ ۱۲۴ هزار پوند در حراجی هنری ساتبیز فروخته شد. همچنین، در اکتبر ۲۰۰۸ قوطی شمارهٔ ۰۸۳ برای فروش به حراجی ساتبیز عرضه شد و ارزش آن بین ۵۰ تا ۷۰ هزار پوند تخمین زده شد. سرانجام این قوطی به قیمت ۹۷٬۲۵۰ پوند فروخته شد.